# Thomas Putensen

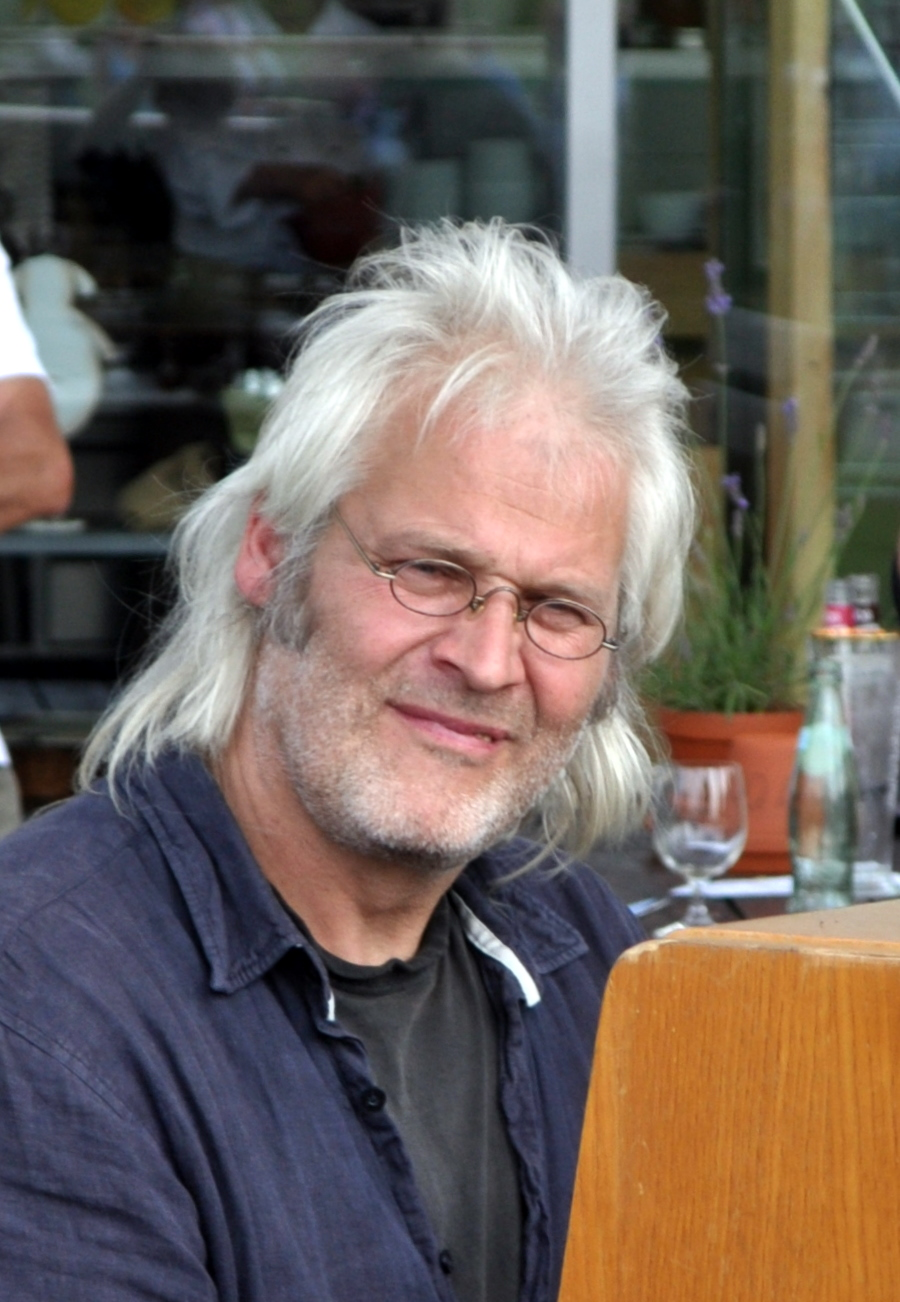
Thomas Putensen (2011)

Thomas Putensen (* 4. Dezember 1959 in Rostock) ist ein deutscher Schauspieler, Pianist, Komponist und Sänger.

## Leben und Karriere
An der POS „Erwin Fischer“ in Greifswald wirkte er im Malzirkel und einem Singeclub in Greifswald mit. Seine ersten Vertonungen waren die des Schulgeschichtsbuches sowie Kompositionen und Auftritte mit der Singegruppe der Schule.
Nach dem Schulabschluss begann Putensen 1976 eine Tischlerlehre auf der Insel Riems. 1979 wechselte er in die musikalische Sparte des Theaters Greifswald und komponierte Theatermusiken. Später war er als Korrepetitor an der Staatlichen Ballettschule in Berlin tätig und komponierte daneben zahlreiche Filmmusiken.
Als Schauspieler wurde er 1984 durch den DEFA-Film Ete und Ali bekannt, in dem er die Rolle des Ali verkörperte. 1986/87 nahm er eine Rolle in dem Spielfilm Liane an und war 1988 in dem Film Grüne Hochzeit zu sehen. Als 1989 sein Sohn Johann geboren wurde, stand er noch als Darsteller in Der Drache Daniel vor der Kamera. Weitere Rollen spielte er 1990/91 in Das Land hinter dem Regenbogen, 1991/92 in Cosimas Lexikon und 1993/94 in Fernes Land Pa-isch. Zuletzt war er 2009 in dem Film Whisky mit Wodka zu sehen.
Fortan war Putensen ausschließlich als Musiker tätig und gründete die Soirée-Session-Band, mit der er DDR-Pionierlieder aufnahm. Im Jahre 1999 gründete er die Panzerkreuzer-Putensen-Band.
Putensen leitet seit 2008 das Putensen Beat Ensemble, zu dem in wechselnder Zusammensetzung auch Anett Kölpin, Angelika Weiz, Günther Fischer und dessen Tochter Laura Fischer, Georgi Gogow und Wolfgang „Zicke“ Schneider gehören. Das Ensemble spielt Lieder von Manfred Krug und Günther Fischer aus den 1970er Jahren.

## Filmografie (Auswahl)
- 1984: Ete und Ali, Regie: Peter Kahane
- 1986: Rabenvater, Regie: Karl-Heinz Heymann
- 1987: Liane, Regie: Erwin Stranka
- 1988: Kai aus der Kiste, Regie: Günter Meyer
- 1988: Grüne Hochzeit, Regie: Herrmann Zschoche
- 1989: Der Drache Daniel, Regie: Hans Kratzert
- 1991: Das Land hinter dem Regenbogen, Regie: Herwig Kipping
- 1992: Cosimas Lexikon, Regie: Peter Kahane
- 1994: Fernes Land Pa-isch, Regie: Rainer Simon
- 2009: Whisky mit Wodka, Regie: Andreas Dresen
- 2015: Große Fische, kleine Fische, Regie: Jochen Alexander Freydank
- 2019: Hommage an Manfred Krug. Seine Lieder, Regie: Matthias Gabriel, mit Charles Brauer, Fanny Krug, Uschi Brüning, Thomas Putensen, Andreas Bicking u. a. – DVD, Buschfunk

## Diskografie
- Pionierlieder
- Trink doch mal Kakaomilch
- Der Brief
- Schwanensee Rockballett
- Nordwind
- Brief 2
- Wilde Etüden – zarte Gesänge
- Broken Heart auf Kaffeefahrt